# Partido Progresista (Filipinas)
El Partido Progresista de Filipinas (en filipino: Progresista Party) también conocido como el Partido del Progreso de las Filipinas fue un partido político de centroizquierda que existió en la Tercera República Filipina entre 1957 y 1969. Durante este período fue el único partido político que representó una auténtica tercera fuerza dentro del bipartidismo del Partido Liberal y el Partido Nacionalista existente desde 1946. Se fundó tras la muerte de Ramón Magsaysay, siendo una escisión del Partido Nacionalista, y fue liderado por Raúl Manglapus y Manuel Manahan. Si bien nunca alcanzó la presidencia o la mayoría parlamentaria, apoyó a Diosdado Macapagal en su elección presidencial, siendo determinante en su triunfo.
En 1965 se separó de la Alianza que tenía con el Partido Liberal, perdiendo a partir de entonces gran parte de su apoyo político. Su candidato presidencial, Raúl Manglapus, solo obtuvo un 5% de los votos contra Ferdinand Marcos. Después de esta derrota, ante la reelección de Marcos, el partido se disolvió en 1969, tres años antes del fin de la Tercera República.